# Čermany
Čermany (allemand : Tschermann, hongrois : Csermend) est un village de Slovaquie situé dans la région de Nitra.

## Histoire
Première mention écrite du village en 1257.

## Démographie

### Évolution de la population
| Année:               | 1994. | 2004.   | 2014.   | 2024. |
| -------------------- | ----- | ------- | ------- | ----- |
| Nombre de personnes: | 397   | 385     | 366     | 366   |
| Différence:          |       | -3,02 % | -4,93 % | +0 %  |

| Année:               | 2023. | 2024.   |
| -------------------- | ----- | ------- |
| Nombre de personnes: | 363   | 366     |
| Différence:          |       | +0,82 % |